# All-Ireland Senior Hurling Championship 1895
L'All-Ireland Senior Football Championship 1895 fu l'edizione numero 9 del principale torneo di hurling irlandese. Tipperary batté Kilkenny in finale, ottenendo il secondo titolo della sua storia.

## Formato
Parteciparono 5 squadre, due per il Leinster e quattro per il Munster. Le vincitrici dei tornei provinciali si sarebbero incontrate nella finalissima All-Ireland.

## Torneo
Leinster Senior Hurling Championship
| Finale | Kilkenny | 1-5 – 0-5 | Dublin |  |

Munster Senior Hurling Championship
| Semifinale | Tipperary | – | Waterford |  |

| Semifinale | Limerick | 1-2 – 0-4 | Kerry |  |

| Finale | Limerick | 0-2 – 7-8 | Tipperary | Kilmallock |

All-Ireland Senior Hurling Championship
| Dublino 15 marzo 1896 Finale | Tipperary           | 6-8 – 1-10 | Kilkenny | Jones's Road (c.8,000 spett.)\| Arbitro: \| J.J. Kenny (Dublin) \| |
| Arbitro:                     | J.J. Kenny (Dublin) |            |          |                                                                    |

- Cork non partecipò, per protestare contro la sconfitta a tavolino patita nella finale dell'All-Ireland Senior Football Championship 1893 contro Wexford.